# Beratende Volksversammlung

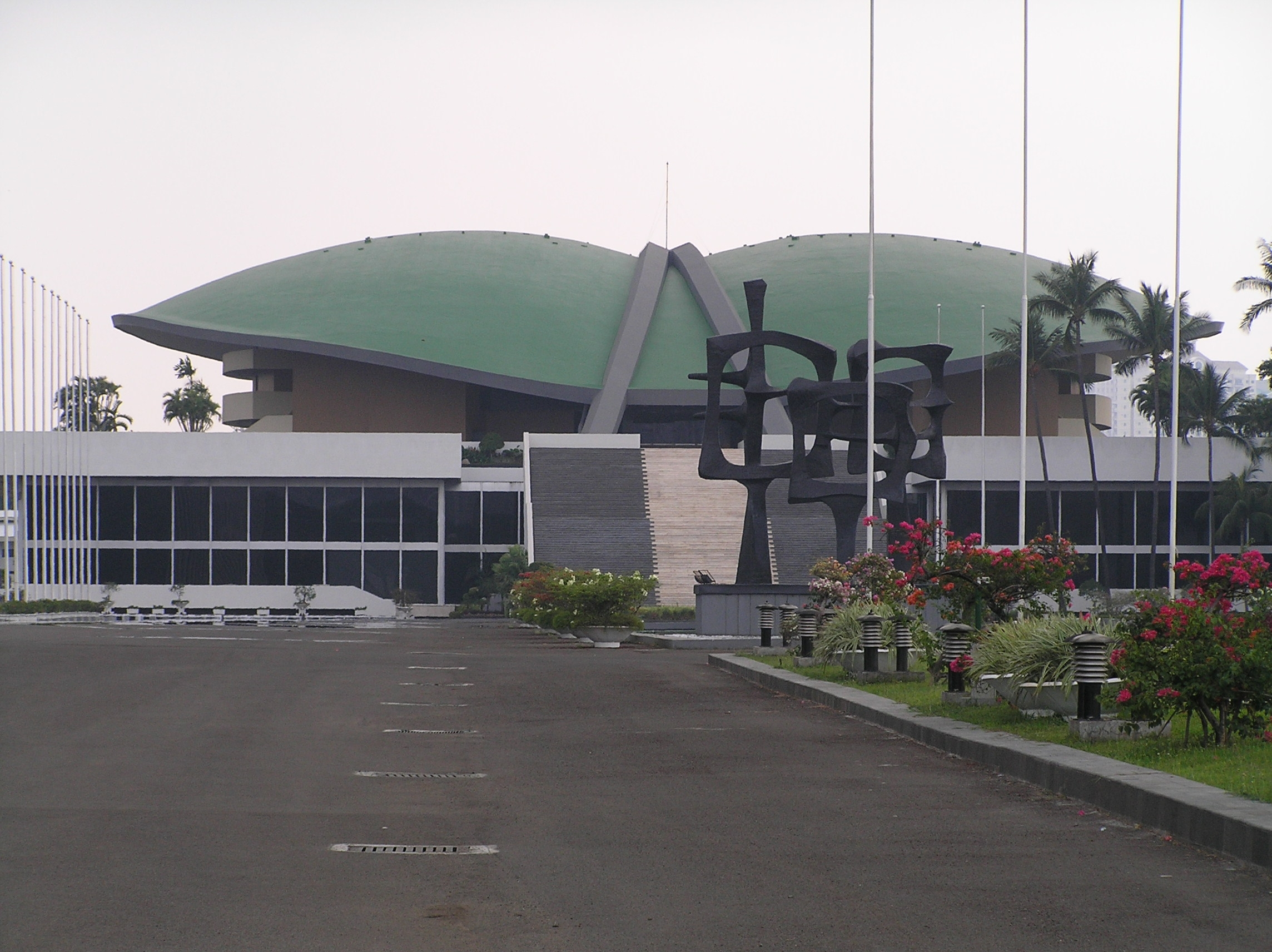
Parlamentsgebäude Indonesiens

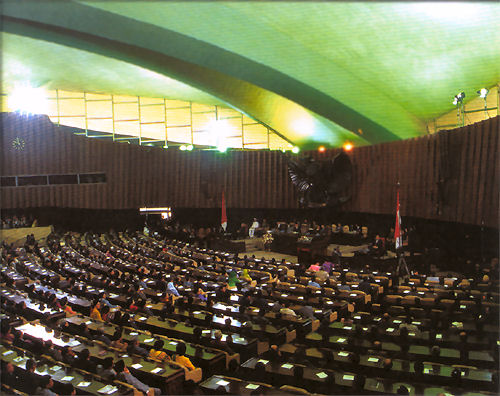
Sitzung des indonesischen Parlamentes

Die Beratende Volksversammlung (indonesisch Majelis Permusyawaratan Rakyat, MPR) ist das Parlament im Zweikammersystem von Indonesien.
In die Beratende Volksversammlung werden 692 Abgeordnete gewählt. Sie befindet sich in der Hauptstadt Jakarta.
Die Beratende Volksversammlung besteht aus dem Volksvertretungsrat (indonesisch Dewan Perwakilan Rakyat, DPR) und dem Regionalvertretungsrat (indonesisch Dewan Perwakilan Daerah, DPD).

## Wahl
Die Parlamentswahl in Indonesien 2019 fand am 17. April 2019 statt.
Am 8. Oktober 2014 wurde Zulkifli Hasan Parlamentspräsident; am 3. Oktober 2019 folgte ihm Bambang Soesatyo.
Die Parlamentswahl in Indonesien 2024 fand am 14. Februar 2024 statt.

## Belege
1. ↑  siehe auch en:2019 Indonesian general election
2. ↑  siehe auch en:Bambang Soesatyo
3. ↑  https://www.bpb.de/kurz-knapp/hintergrund-aktuell/545368/14-februar-2024-wahlen-in-indonesien/